# Athlitiki
Athlitiki (griechisch Αθλητική, deutsch (Die) Sportliche) ehemals Athlitiki Icho (griechisch Αθλητική Ηχώ, deutsch Sportliches Echo) war eine griechische Sportzeitung.
Redaktionssitz der am 1. Oktober 1945 erstmals erschienenen Zeitung war Athen. Bis auf Feiertage erschien sie täglich und war die älteste ihrer Art in Griechenland und auf dem Balkan. Über Jahrzehnte galt sie als neutral und berichtete über die verschiedenen Sportarten und Sportereignisse aus dem nationalen und internationalen Geschehen. Der Schwerpunkt der Berichterstattung lag beim Fußball. Über viele Jahre und obwohl immer mehr Sportzeitungen in Griechenland erschienen, war sie die auflagenstärkste ihrer Art.
In den 1990er-Jahren änderte sich das Bild der Zeitung jedoch grundlegend. Nach mehreren Wechseln in der Redaktion verlor die Zeitung ihre Vormachtstellung auf dem hart umkämpften griechischen Markt und in der Folge auch ihre Neutralität. Fortan galt die Zeitung, wie auch ihre Schwesterzeitungen Derby und I Prasini, als Sprachrohr des größten griechischen Sportvereins Panathinaikos Athen.
Am 25. Oktober 2007, 62 Jahre nach ihrer Gründung und nach 18.192 Ausgaben, erschien die Athlitiki Icho nach massiven finanziellen Problemen letztmals. An ihre Stelle trat bereits am darauf folgenden Freitag die unter dem neuen Namen Athlitiki erschienene Sportzeitung, die sich in Layout und Inhalten stark nach ihrer Vorgängerin richtet.
Berichtet wurde in der Zeitung über sämtliche Sportarten Griechenlands sowie über bedeutende Sportereignisse im Ausland. Wenngleich der große Schwerpunkt bei Panathinaikos lag, wurde auch über andere Vereine Griechenlands berichtet.
Vertrieben wurde die Zeitung in ganz Griechenland sowie auf Zypern. Ebenfalls erhältlich war die Zeitung auch in Städten im Ausland mit einem hohen Bevölkerungsanteil an Griechen wie zum Beispiel Düsseldorf, Frankfurt am Main, Stuttgart, London oder Paris.
Letztmals erschien die Zeitung im November 2008.